# Imposto sobre Bens e Serviços
O Imposto sobre Bens e Serviços (IBS) será um tributo estadual brasileiro sobre o valor agregado que substituirá o ICMS e o ISS gradativamente de 2026 até 2033. O imposto foi prescrito pela reforma tributária brasileira de 2023.

## História
O Imposto sobre Bens e Serviços é previsto pela Emenda Constitucional 132 de 2023, lei da reforma tributária promulgada em dezembro de 2023 na Câmara dos Deputados. Seu objetivo é simplificar o sistema tributário brasileiro e evitar distorções em seus regimentos. Incidente sobre o valor agregado, o tributo não incidirá sobre sua própria base de cálculo, será não cumulativo, não incidirá sobre exportações e não permitirá incentivos e benefícios fiscais, com algumas exceções prevista em lei. Sua competência será estadual.
O IBS substituirá o Imposto sobre Bens e Serviços (ICMS, de competência estadual) e o Imposto sobre Serviços de Qualquer Natureza (ISS, competência municipal) de 2026 até 2033, com o aumento gradual de sua aliquota nesse período.